# Cofradía del Perdón (Jaén)
La Ilustre Hermandad del Santísimo Sacramento y Cofradía de Nazarenos de Jesús del Perdón, Cristo del Amor en su Prendimiento, María Santísima de la Esperanza, San Pedro y San Juan Apóstoles es una cofradía con sede canónica en la Iglesia de Cristo Rey, Jaén, España. Realiza su salida procesional durante la Semana Santa jiennense, en la tarde del Miércoles Santo.

## Historia
Se fundó en 1952 y realizó su primera salida procesional en la tarde del Domingo de Ramos de 1954, hasta 1980 que cambió a la tarde del Miércoles Santo. En 1955 adquirió la actual imagen titular de Jesús del Perdón y en 1958 le fue cedida la imagen de Nuestra Señora de la Esperanza, que fue adquirida en un primer momento por el Colegio Oficial de Agentes Comerciales de Jaén, del cual es patrona. En 1965 incorporó la advocación del Cristo del Amor. El 15 de junio de 2013, Año de la Fe, la cofradía participó en la Fides Sancti Regni con el misterio del Stmo. Cristo del Amor en su Prendimiento.

### Liberación de un preso
Entre 1955 y 1974 la cofradía liberaba anualmente un preso de la Prisión Provincial de Jaén, por lo que el cuerpo de prisiones es gobernador honorario de la cofradía.

## Sede

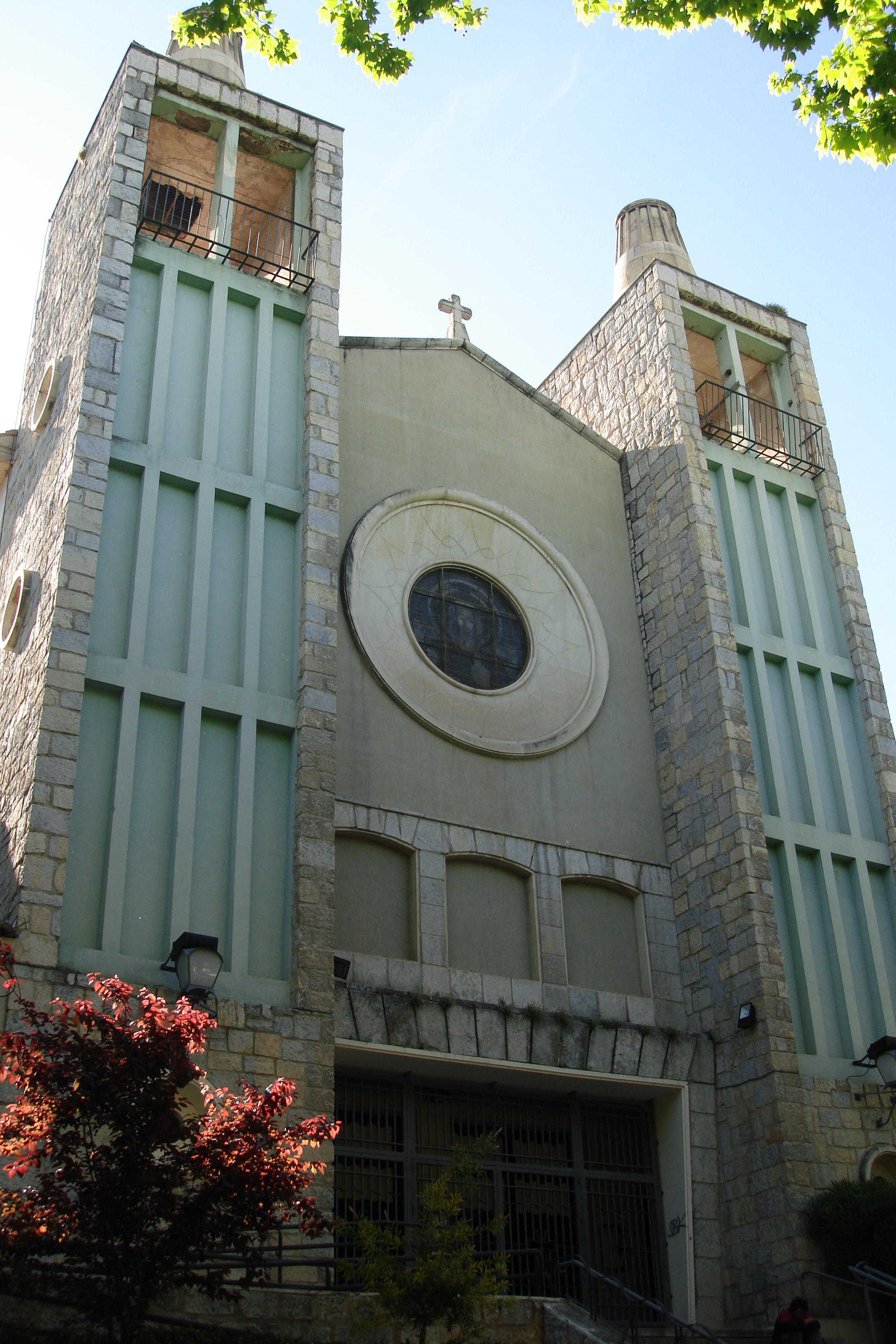
Fachada principal de Cristo Rey.

La sede fundacional de la cofradía es la Iglesia de Santa Isabel, aunque realizó estación de penitencia, sus dos primeros años, la tarde del Domingo de Ramos desde la iglesia de San Ildefonso.
Desde 1956, la sede la cofradía es la Iglesia parroquial de Cristo Rey. Esta iglesia es también sede de la Hermandad del Silencio. La iglesia  es obra del arquitecto Ramón Pajares Pardo y fue consagrada en 1955 por el nuncio Ildebrando Antoniutti, el obispo de Jaén Félix Romero Mengíbar y el arzobispo de Granada Rafael García y García de Castro. Es un templo de grandes dimensiones, de planta rectangular con tres naves, siendo las laterales de mucho menores que la central, y un amplio presbiterio en cuyo testero frontal se encuentra una pintura mural obra de Francisco Baños Martos en 1956. La pintura representa a Cristo Rey, rodeado de Dios Padre y el Espíritu Santo, la Virgen, santos y mártires, y miembros anónimos del clero secular y regular y del Pueblo de Dios. La fachada principal está enmarcada por dos torres y salva el desnivel con la calle mediante una escalinata.

## Traje de estatutos
Para el Cristo del Amor llevan túnica blanca con cíngulo y bocamangas azules, caperuz y capa azul; para el Cristo del Perdón una túnica blanca con cíngulo y bocamangas rojas, caperuz y capa roja; para la Virgen de la Esperanza una túnica blanca con cíngulo y bocamangas verdes, caperuz blanco y capa verde.

## Iconografía
- Santísimo Cristo del Amor, obra de José Antonio Navarro Arteaga en 1992 y restaurada en 2009. Procesiona representando el prendimiento de Cristo acompañado de las imágenes de Judas, san Juan, san Pedro, un sayón y dos soldados romanos.
- Jesús del Perdón, de Francisco Palma Burgos en 1955.
- María Santísima de la Esperanza, de Antonio Eslava Rubio en 1952, fue restaurada en 1990 por María José López de la Casa y en 2007 por Luis Álvarez Duarte.[1]

|                                                  |
| Misterio del Cristo del Amor en su Prendimiento. |

|                         |
| Virgen de la Esperanza. |

|                                             |
| Paso de palio de la Virgen de la Esperanza. |

## Pasos procesionales
Santísimo Cristo del Amor
El paso fue realizado en madera de cedro por Gonzalo Merencio Álvarez y Manuel Caballero Farfán en 1999. Presenta medallones con elementos de la vida de Cristo. En las esquinas se encuentran los cuatro Evangelistas obra de Lourdes Hernández Peña. Los faldones son de color azul prusia bordados por Javier García y Martín Suárez en hilo de plata. En ellos se encuentran oleos de la vida de Jesús niño pintados por Trinidad de la Casa Adán. El paso se ilumina por candelabros cimbreantes en las esquinas y en los laterales que presentan como base un pelícano de orfebrería, símbolo del amor.
Jesús del Perdón
El paso fue realizado en madera de pino de flandes en Jaén por Vicente Castillo Gutiérrez en 1965. Es de estilo barroco pandorado, decorado con motivos vegetales. Los son de color rojo-burdeos adornados con galones bordados. Esta iluminado por doce tulipas alrededor de Cristo que representan a los apóstoles, y por cuatro candelabros arbóreos realizados por Manuel Palomo y dorados por Manuel Verdugo que realizó también unos ángeles que se ubican al pie. Escoltan la imagen de Jesús dos arcángeles de Rafael del Río.
María Santísima de la Esperanza
El paso de palio es obra de orfebrería Villareal de Sevilla. El manto y las bambalinas fueron bordadas por Teresa Degiuli, mientras que el techo y los faldones lo fueron por Javier García y Martín Suárez. La corona de la Virgen es también de Villareal.

## Patrimonio musical
AGRUPACION MUSICAL:
- Beso y Traición (José Manuel Mena Hervás, 1998)

- Al compás del Amor (José Mª Sánchez Martín, 2005)

- Costaleros del Amor (Alejandro Moreno Rodríguez, 2008)

- Por Amor te traicionaron (Cristóbal López Gándara, 2010)

- Eterna Alianza (Luis Fernández Ramos, 2012)

- Al Dios del Amor (José M. Sánchez Crespillo, 2013)

- Esperanza, Madre del Amor (Ignacio José García Pérez, 2014)

- Christus Rex (Ignacio José García Pérez, 2016)

- El Reencuentro (Abraham Padilla Consuegra, 2017)

CORNETAS Y TAMBORES:
- Y en tu Perdón (Pedro Manuel Pacheco Palomo, 2004)

- Amor en tu Santo Prendimiento (José M. Chávez Ramírez, 2004)

- Perdón en tu mirada (Raúl Rodríguez, 2011)

el perdón
BANDA DE MÚSICA:
- Jesús del Perdón (Antonio  Manzano Vázquez, 1980)

- Virgen de la Esperanza (Antonio Manzano Vázquez)

- Perdón, Amor y Esperanza. 50 Años (Carlos Cerveró, 2002)

- Cristo del Perdón (Carlos Cerveró, 2005)

- Esperanza Jaenera (Jesús Alcántara, 2007)

- En tu cielo de Esperanza (Jacinto M. Rojas Guisado, 2011)

- Esperanza, verde olivo (Fco. José Sánchez Sutil, 2011)

- Tu Perdón, es Amor y Esperanza (Fco José. Sánchez Sutil, 2011)

- Esperanza Nuestra (Juan R. Vilchez Checa, 2013)

- Esperanza (Alberto Barea Tejada, 2013)

Salve esperanza del santo reino
- Esperanza mía (Luis Pradas Fernández, 2017)

Fuente: Música procesional de Jaén

## Paso por la carrera oficial
| Predecesor: Hermandad del Cautivo | Orden de entrada en la carrera oficial (Miércoles Santo) 2.º lugar | Sucesor: Cofradía de la Buena Muerte |